# 晾马台镇
晾马台镇，是中华人民共和国河北省保定市容城县下辖的一个乡镇级行政单位。

## 行政区划
晾马台镇下辖以下地区：
王家营村、南阳村、东北阳村、西北阳村、东王庄村、刘合庄村、晾马台村、南剧村、北剧村、南王昝村、北王昝村、张庄村、东李家营村、西李家营村、辛庄村、崇明庄村、猛进庄村和复兴庄村。